# My Super Psycho Sweet 16
My Super Psycho Sweet 16 (br:Meu Super Aniversário de 16 anos) é um filme estaduniense realizado pela MTV. O filme foi escrito por Jed Elinoff e dirigido por Jacob Gentry.
Trata-se de uma sátira do programa da MTV "My Super Sweet 16".
No Brasil, o filme foi exibido no dia 29 de Outubro de 2010 pela antiga MTV Brasil, legendado. Posteriormente, em 20 de setembro de 2014, foi exibido na TV aberta pela Band dublado e com o título Meu Super Aniversário de 16 anos.

## Sinopse
Em 1999, Jovens foram assassinados pelo gerente de uma pista de patinação, Charlie Rotter (Alex Van), e ele foi entregue para os oficiais de polícia pela própria filha, Skye Rotter (Lauren McKnight), mas Charlie morreu num acidente de carro quando ia ser preso.
Dez anos se passam, Skye mora com a tia que a ignora o tempo todo, mas tem a companhia de Derek (Matt Angel), seu melhor amigo.
Quando a jovem Madisson Penrose (Julianna Guill), aluna do mesmo colégio de Skye, resolve fazer sua festa dos sonhos na antiga pista de patinação,  onde aconteceram seis assassinatos, metade dos convidados começam a desaparecer misteriosamente sem Madisson perceber.
Quando sua amiga Olivia Wade (Maia Osman é morta na frente de todos os seus amigos, eles percebem que Charlie Rotter, pai de Skye, não morreu e, além disso, procura vingança, pela humilhação que aqueles jovens o fizeram passar, no passado. Depois de tudo isso acontecer Skye vai morar com a sua mãe, a qual a abandonou quando nasceu, mas isso não muda nada pelo fato de seu pai, Charlie Rotter a perseguir. Neste lugar o pai dela mata o padrasto de Skye e a mãe de Skye. Mas quando tudo isso acaba seu namorado continua do seu lado depois de tudo o que aconteceu, mesmo que o pai de Skye quase o tenha matado ele na pista de patinação.

## Elenco
- Julianna Guill .... Madison Penrose
- Lauren McKnight .... Skye Rotter
- Chris Zylka .... Brigg Jenner
- Matt Angel .... Derek
- Susan Griffiths .... Chloe Anderson
- Leandra Terranzano .... Lily
- Maia Osman .... Olivia Wade
- Joey Nappo .... Kevin
- Ric Reitz .... Mr. Penrose
- Chad McKnight .... Party Planner
- Alex Van .... Charlie Rotter

## Trilha Sonora
Nenhuma trilha sonora oficial foi anunciada para o lançamento ainda, mas as músicas abaixo foram todas apresentadas no filme:
| Artista                            | Título                                       |
| ---------------------------------- | -------------------------------------------- |
| The All-American Rejects           | "The Wind Blows"                             |
| Denali                             | "Relief"                                     |
| Thrice                             | "In Exile"                                   |
| AFI                                | "Miss Murder"                                |
| The DNC                            | "The Way You Like It"                        |
| The Actions                        | "The Real Thing"                             |
| Limp Bizkit                        | "Nookie"                                     |
| Boom Bip                           | "Red Room"                                   |
| The Coast                          | "Circles"                                    |
| Cotty                              | "Put Cha In Ya Place"                        |
| Nonstop Music                      | "Military Parade"                            |
| The Coast                          | "All Farewells"                              |
| Arizona                            | "Diventa Blue"                               |
| The Coast                          | "Evening's "Heights"                         |
| War Stories                        | "Because I Love You"                         |
| Electric Owls                      | "Put, the Candle, Back!"                     |
| Adrift Da Belle                    | "DUN-EZ (Keep Workin' Baby)"                 |
| Awesome New Republic               | "Glowing Light"                              |
| Naira                              | "Fly Hustle, Fresh, Grind"                   |
| The Honor Roll                     | "Birthday"                                   |
| War Stories                        | "TV"                                         |
| Electric Valentine                 | "Beat Drop"                                  |
| The Lab                            | "Bionic Hand"                                |
| Awesome New Republic               | "Florida"                                    |
| Naira                              | "Countdown"                                  |
| Thrice                             | "Wood & Wire"                                |
| Miike Snow                         | "Plastic Jungle"                             |
| Something About Vampires and Sluts | "Burning Bridges"                            |
| Fight Like Apes                    | "Lend Me Your Face"                          |
| Chumbawamba                        | "Tubthumping"                                |
| Charlie White                      | "We Love To Shop (Teen Dance/Bim Bop Remix)" |